# Valerie van Roon
Valerie van Roon (Delft, 13 augustus 1998) is een Nederlands zwemmer gespecialiseerd in de 50 en 100 meter vrije slag, schoolslag en wisselslag. Zij heeft getraind onder leiding van Mark Faber (NTC), Kees Robbertsen en Paul Weijers. Van Roon maakte in 2017 haar internationale debuut in een groot toernooi tijdens de Europese kampioenschappen kortebaanzwemmen in Kopenhagen. Daar zwom ze met de estafetteploeg een wereldrecord op de 4 x 50 meter vrije slag.
Ze kreeg in 2021 de Paulien van Deutekom Award, de jaarlijkse prijs voor een Amsterdamse sporter die een persoonlijke groei heeft doorgemaakt, zowel binnen als buiten het veld.

## Resultaten

### Internationale toernooien
| Jaar   | Olympische Spelen | WK langebaan                             | WK kortebaan                                                      | EK langebaan                         | EK kortebaan                                                                                                   |
| ------ | ----------------- | ---------------------------------------- | ----------------------------------------------------------------- | ------------------------------------ | --- |
| 2017   |                   | geen deelname                            |                                                                   |                                      | 43e 50m schoolslag · 14e 100m wisselslag · 4x50m vrije slag · 4x50m vrije slag gemengd* · 19e 50m vrije slag · |
| 2018   |                   |                                          | 4x100m vrije slag* · 4x50m vrije slag · 4x50m vrije slag gemengd* | geen deelname                        | |
| 2019   |                   | geen deelname                            |                                                                   |                                      | 36e 50m schoolslag · 11e 100m wisselslag · 4x50m vrije slag · 19e 50m vrije slag ·                             |
| 2020** | geen deelname     |                                          |                                                                   | geen deelname                        | |
| 2021   |                   |                                          |                                                                   |                                      | 4x50m vrije slag · 4e 4x50m wisselslag · 4x50m vrije slag gemengd*                                             |
| 2022   |                   | 07e 4×100m vrije slag 13e 50m vrije slag | 5e 4×100m vrije slag · 4×50m vrije slag ·                         | 4x100m vrije slag · 50m vrije slag · | |
| 2023   |                   | 14e 50m vrije slag                       |                                                                   |                                      | 4e 4x50m vrije slag gemengd                                                                                    |

 *) Van Roon zwom alleen de series.

 **) De internationale toernooien die in 2020 zouden plaatsvinden werden vanwege de coronapandemie uitgesteld tot 2021.

## Persoonlijke records
Bijgewerkt tot en met 22 december 2020 
Kortebaan
| Afstand         | Tijd    | Datum             | Plaats    |
| --------------- | ------- | ----------------- | --------- |
| 50m vrije slag  | 24,10   | 26 oktober 2019   | Aken      |
| 100m vrije slag | 53.39   | 16 november 2020  | Boedapest |
| 50m schoolslag  | 30,78   | 30 september 2018 | Eindhoven |
| 100m schoolslag | 1:08,40 | 5 oktober 2018    | Boedapest |

Langebaan
| Afstand         | Tijd    | Datum           | Plaats    |
| --------------- | ------- | --------------- | --------- |
| 50m vrije slag  | 24,63   | 3 december 2020 | Rotterdam |
| 100m vrije slag | 54,60   | 5 december 2020 | Rotterdam |
| 50m schoolslag  | 32,12   | 22 maart 2020   | Marseille |
| 100m schoolslag | 1:14,86 | 9 maart 2019    | Drachten  |